# Quarkstern
Ein Quarkstern (auch englisch strange star ‚seltsamer Stern‘) ist ein hypothetisches kompaktes Objekt, das als Produkt einer Supernova (Quark-Nova) entstehen könnte. Im Quarkstern wäre die Materie so dicht gepackt, dass Neutronen ihre Identität verlieren und quasi-freie Quarks vorliegen würden (Quark-Gluon-Plasma). Die englische Bezeichnung rührt daher, dass diese Materie auch Strange-Quarks enthalten würde und damit der seltsamen Materie zuzuordnen wäre.

## Entstehung
Die Kernfusion in einem Stern erzeugt Wärme und Druck, der mit der Gravitation im Gleichgewicht steht. Ist das nukleare Brennmaterial aufgebraucht, wird die Materie durch die nun überwiegende Gravitation extrem stark zusammengepresst. Je nach Masse des Sterns entsteht dabei ein Weißer Zwerg, ein Neutronenstern, ein (hypothetischer) Quarkstern, ein (ebenfalls hypothetischer) Gravastern oder ein Schwarzes Loch. Dieser Kollaps ist teilweise begleitet von einer Supernova oder einer Hypernova.
Für Neutronensterne gibt es eine Massenobergrenze, die Tolman-Oppenheimer-Volkoff-Grenze, deren Wert nach Beobachtungen des Ereignisses GW170817 ungefähr bei 2,17 Sonnenmassen liegt. Überschreitet ein Neutronenstern diese Grenze, so kollabiert er zu einem Schwarzen Loch. Je weiter sich ein Neutronenstern dieser Massenobergrenze jedoch nur nähert, desto größer wäre die vermutete Quark-Gluon-Plasma-Kugel in seinem Inneren.
Nach theoretischen Modellen könnten sich Quarksterne in Röntgendoppelsternen geringer Masse bilden. In diesen wird von einem Begleiter Materie auf einen Neutronenstern transferiert. Demnach müsste ein Neutronenstern mit einer Masse von 1,4 Sonnenmassen noch 0,5 Sonnenmassen akkretieren, um sich in einen Quarkstern umzuwandeln. Als Kandidat dafür gilt V395 Carinae (2S 0921-63). Allerdings sind die Massenbestimmungen in Röntgendoppelsternen immer mit großen Unsicherheiten behaftet, und eine Masse von 1,44 Sonnenmassen, die typisch für einen Neutronenstern ist, kann nicht ausgeschlossen werden.

## Beobachtung
Bislang gibt es keine Beobachtungen, die belegen, dass im Universum die theoretisch mögliche Verdichtung der Neutronenmaterie eines bestehenden Neutronensterns zum Quark-Gluon-Plasma eines Quarksterns stattfindet. Möglicherweise haben aber viele Neutronensterne ein solches Plasma zumindest in ihrem Inneren.
Der Nachweis eines Quarksterns gilt als schwierig, da seine von Ferne beobachtbaren Eigenschaften denen eines Neutronensterns ähneln. Bis jetzt wurde ein Pulsar als Kandidat für einen möglichen Quark-Stern entdeckt:
- PSR J0205+6449 im Supernovaüberrest 3C 58 wird der Supernova 1181 zugeordnet, die im Jahr 1181 von japanischen und chinesischen Astronomen beobachtet wurde. Wegen seiner großen Distanz von etwa 10.000 Lichtjahren zur Erde konnte man seinen Durchmesser noch nicht berechnen, seine Leuchtkraft ist aber 16-fach geringer als die vergleichbar junger Pulsare. Dies könnte ein Indiz dafür sein, dass es sich um einen Quark-Stern handelt.[7]

- In einer Arbeit aus dem Jahre 2021[8][9] wurde mithilfe von NICER und XMM-Newton der Radius mehrerer Neutronensterne analysiert, darunter der des etwas über 2 Sonnenmassen schweren Pulsars PSR J0740+6620. Da dessen Radius nun auf 13,7 +2,6−1,5 km bestimmt wurde, ist er deutlich zu groß für einen Quarkstern, obwohl er eine ausreichende Masse hätte. Sollte sich dies bestätigen, wird die Existenz von Quarksternen wohl sehr unwahrscheinlich, da der erwartete Übergang der Materiezustände offenbar nicht stattfindet.